# Дом-музей Нико Николадзе
Дом-музей Нико Николадзе (груз. ნიკო ნიკოლაძის სახლ-მუზეუმი) — дом-музей выдающегося грузинского публициста, просветителя и общественного деятеля Нико Николадзе, расположенный в селе Диди Джихаиши Самтредского района Грузии.

## История дома
В 1886 году Нико Николадзе с женой Ольгой Александровной и дочерью Русудан (1884—1981) вернулся из Санкт-Петербурга на родину, решив обосноваться в деревне Диди Джихаиши, в двадцати километрах от Кутаиси, в живописном ущелье реки Риони — откуда была родом мать Нико. Здесь был построен большой дом, здесь же у супругов родился сын Георгий (1888—1931) и дочь Тамара (1892—1939).
Дом был построен довольно быстро, но окончательный вид усадьба приобрела лишь в 1910 году — её несколько раз перестраивали. Автором окончательного архитектурного проекта стал шведский архитектор Генрих Фрик. Вокруг дома с различными хозяйственными пристройками и винным погребом Николадзе заложил роскошный парк с растениями и деревьями, произрастающими в разных уголках мира и Грузии. Имея около 20 га земли, Николадзе задумал создать экспериментальную ферму, которая помогала бы людям в культурном устройстве и развитии сельского хозяйства. Пропагандируя развитие чайной культуры в Западной Грузии, Николадзе высадил и саженцы чая.
В 1894 году жена, Ольга Александровна, открыла в Диди Джихаиши женскую гимназию с лучшими педагогами, где ввела политехническое обучение. Это была единственная женская гимназия в деревне во всей Российской империи. При гимназии функционировал отдел шелкоткачества, для которого из Франции привозили коконы белого шелкопряда. Здесь же обучали ковроткачеству, имея импортные станки.
В 1908 году из Испании Николадзе привёз белого осла для младшей дочери Тамар, которая прославилась по всей деревне Диди Джихаиши как «замечательная амазонка». Сохранилась фотография, на которой рядом с этим «подарком» сфотографировались Нико Николадзе и поэт Акакий Церетели.
В 1915 году при содействии Нико Николадзе в Диди Джихаиши была открыта начальная школа, попечителями которой стали Ольга Александровна и её старшая дочь Русудан, окончившая в 1913 году Петербургский женский педагогический институт.

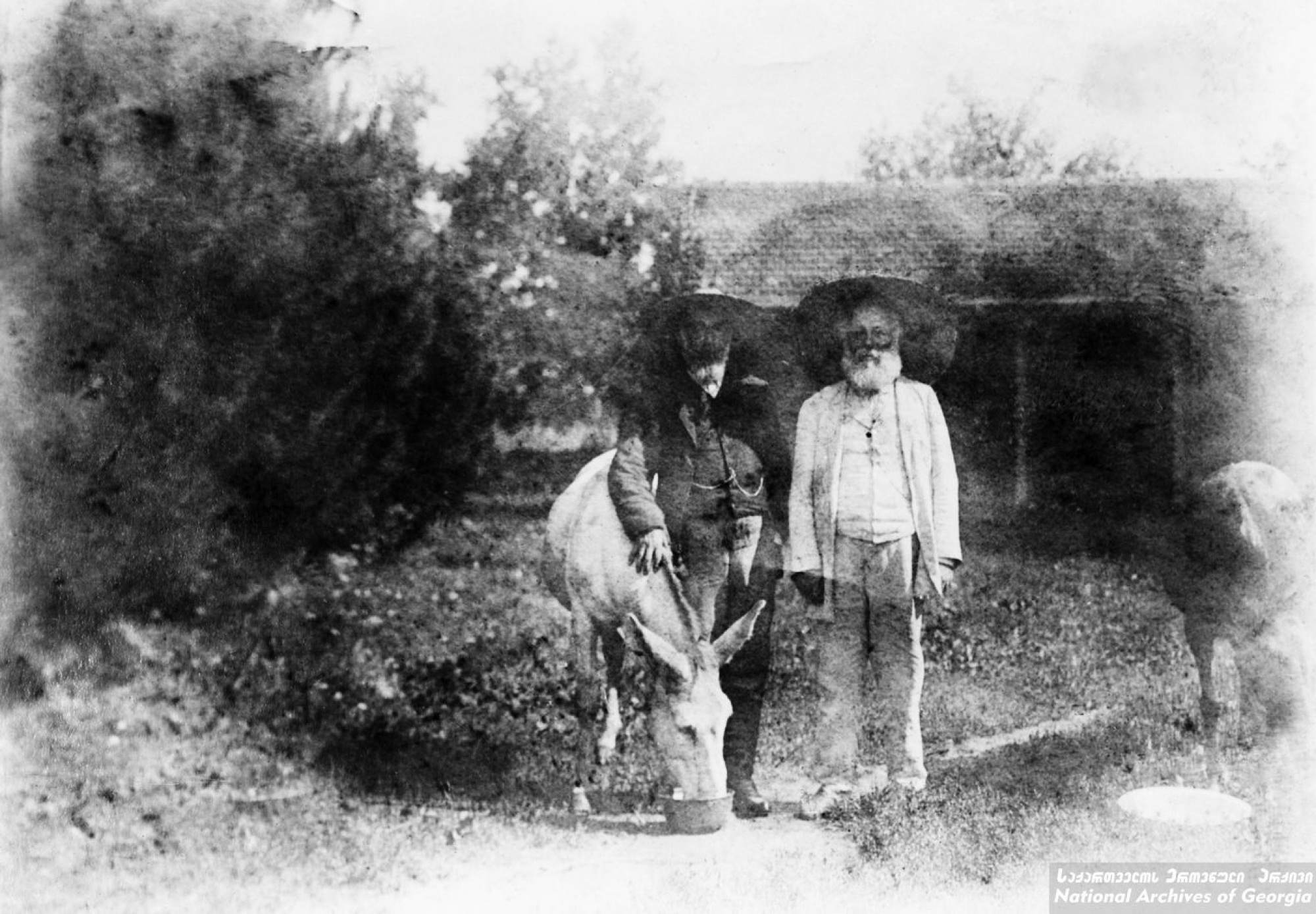
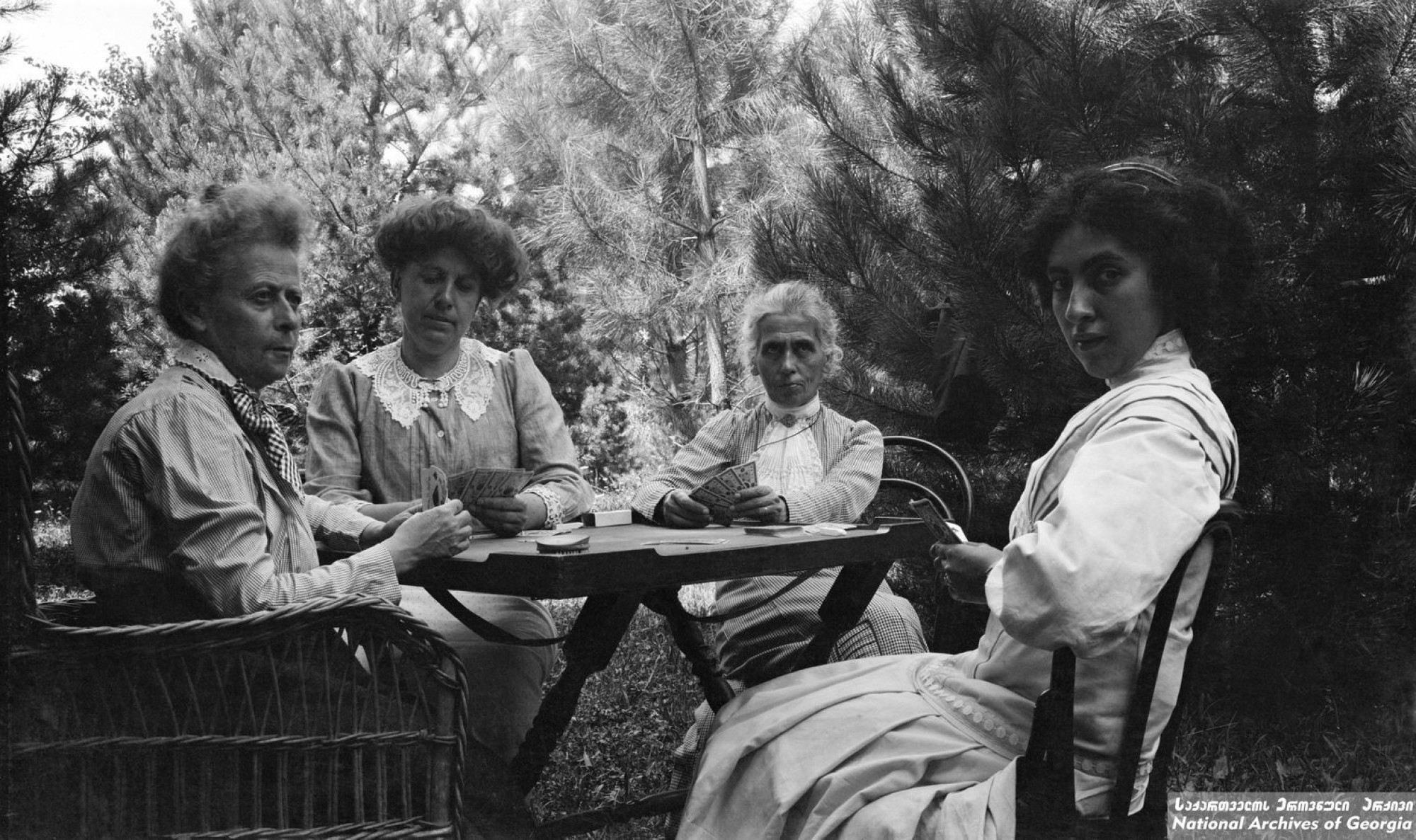
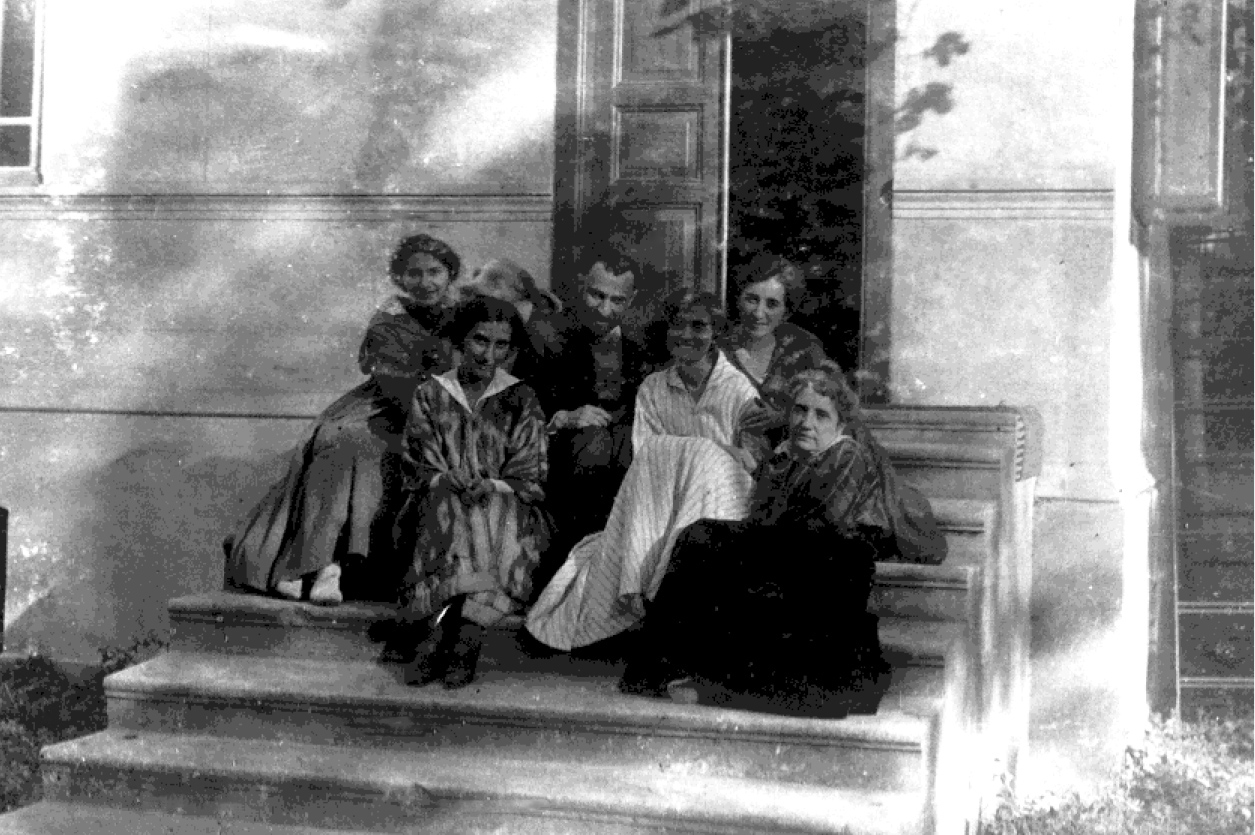

В 1925 году на базе имения Николадзе была открыта сельскохозяйственная школа с учебно-опытным хозяйством, где учащиеся сами выполняли все сельскохозяйственные работы, закрепляя полученные на уроках знания: выращивали овощи, проводили наблюдения над новыми сортами чая и винограда.

## Музей
29 июня 1947 года постановлением Совета Министров Грузинской ССР в доме семьи Николадзе был учрежден музей. 1 июля 1951 года состоялось торжественное открытие дома-музея Нико Николадзе.
Основная часть музейного комплекса — это двухэтажный жилой дом, в котором располагается экспозиция. Интерес представляют и хозяйственные постройки, расположенные на территории усадьбы, конюшня, зернохранилище, колодец с насосом ветряного двигателя, декоративный сад.
В фондах музея более тысячи предметов быта и этнографии, произведения изобразительного искусства, печатные издания, связанные с деятельностью Нико Николадзе, фотографии и документальные материалы о его жизни и революционной деятельности, взаимоотношениях с Карлом Марксом, Полем Лафаргом, Виктором Гюго, Александром Герценом, его сотрудничестве в «Современнике», «Искре», «Народном богатстве», а также мемориальные предметы Нико Николадзе и его семьи, европейская мебель, богатая библиотека, образцы новейших технологических достижений той эпохи, привезенные Николадзе из разных стран: один из первых образцов фотоаппарата фирмы «Кодак», стиральная машина «Берлин», солнечные часы и многое другое.
Капитальный ремонт в доме-музее Нико Николадзде за время его существования проводился пять раз. В 2015—2016 годах в доме-музее были осуществлены реставрационные работы, профинансированные Национальным агентством защиты культурного наследия Грузии и Фондом защиты и спасения исторических памятников.
16 августа 2018 года  в стенах дома-музея начала свою предвыборную кампанию правнучка Нико Николадзе — будущий президент Грузии Саломе Зурабишвили, заявив:

Я начинаю свою предвыборную кампанию из Диди Джихаиши, где как все знают, находится дом-музей Нико Николадзе. Считаю, что именно отсюда я должна начать собственную кампанию и отсюда же заявить о своих планах и видении.

## Внешние видеоссылки
- Фильм о Нико Николадзе